# Hunter Parrish
Hunter Parrish (Richmond, 13 mei 1987) is een Amerikaans acteur. Hij werd in zowel 2007 als 2009 genomineerd voor een Screen Actors Guild Award samen met de gehele cast van de televisieserie Weeds. Daarin speelde Parrish van 2005 tot en met 2012 Silas Botwin. Hij maakte zijn filmdebuut in 2004, als Lance in de komedie Sleepover.

## Filmografie
*Exclusief televisiefilms
- Still Alice (2014)
- Gone (2012)
- The Space Between (2010)
- It's Complicated (2009)
- Paper Man (2009)
- 17 Again (2009)
- Freedom Writers (2007)
- RV (2006)
- Down in the Valley (2005)
- Steal Me (2005)
- Sleepover (2004)

## Televisieseries
*Exclusief eenmalige verschijningen
- The Good Wife - Jeffrey Grant (2013-2014, drie afleveringen)
- Weeds - Silas Botwin (2005-2012, 102 afleveringen)

- Biblioteca Nacional de España: XX5406976
- Bibliothèque nationale de France: cb15965667s (data)
- International Standard Name Identifier: 0000 0001 1449 2235
- Library of Congress Control Number: no2008186355
- MusicBrainz: 9b1c5bd1-929f-4574-ad4a-f8bf3c75ff50
- Nationale Bibliotheek van Israël: 987007455170005171
- Système universitaire de documentation: 180896415
- Virtual International Authority File: 79225768
- WorldCat: E39PBJgMBvTx8cgRbHgCMrJRrq